# Arian Hametaj
Arian Hametaj (Tirana, 1º luglio 1957) è un ex calciatore albanese, di ruolo difensore.

## Carriera

### Nazionale
Ha collezionato 10 presenze con la nazionale albanese.